# ラッセル・タイバート
ラッセル・タイバート（Russell Teibert、1992年12月22日 - ）は、カナダ出身の元同国代表サッカー選手。現役時代のポジションはMF。

## クラブ経歴
トロントFCのアカデミーを経て、2008年にバンクーバー・ホワイトキャップスの支部であるホワイトキャップス・レジデンシーに加入。2009年及び2010年はUSLプレミアデベロップメントリーグでプレーした。
2010シーズンにおけ[USLプレミアデベロップメントリーグでの活躍からトップチームに召集された。2010年7月31日のカロライナ・レールホークス戦でトップチームデビュー。この時わずか17歳と221日で、過去10年におけるクラブの最年少出場記録を更新した。
2024年3月1日、現役引退を表明した。

## 代表歴
U-17およびU-20カナダ代表を務めた。2009年にはCONCACAF U-17選手権のカナダ代表チームに選出され、4月21日に開催された同大会のホンジュラス代表戦ではペナルティスポットからゴールを決めた。2008年と2009年の両方でカナダU-17年間最優秀選手賞を受賞し、史上初めて2度の栄誉を獲得した。
2012年8月15日、トリニダード・トバゴ代表との親善試合でカナダのフル代表初キャップを獲得した。パトリス・ベルニエに代わって後半から途中出場し、試合は2-0の勝利に終わった。

## 人物
ドイツ系およびイタリア系の血を引いている。

## タイトル

### クラブ
バンクーバー・ホワイトキャップス
- カナディアン・チャンピオンシップ: 2015, 2022, 2023